# Иньчуаньский диалект
Иньчуаньский диалект (银川话)  – один из диалектов китайского языка. Это разновидность китайского языка, относящаяся к лань-иньской группе центральносеверных диалектов (西北官话) наряду с ланьчжоуским. Принадлежит к севернокитайским диалектам (官话). Сформировался под влиянием миграций ханьцев во времена династий Мин и Цин. Основной регион: Нинся-Хуэйский автономный район (особенно столица Иньчуань). Соседние районы: части провинций Ганьсу и Внутренняя Монголия. Зона влияния охватывает около 5 миллионов носителей. 
 
На северо-западном мандаринском языке говорят в Шаньси, Шэньси, Ганьсу и других провинциях Китая, а также в некоторых частях Цинхая, Нинся и Внутренней Монголии. Язык, используемый ханьцами в Синьцзяне, также является северо-западным мандаринским языком. Шаньси и некоторые районы, прилегающие к северной части Шэньси, а также район к северу от Жёлтой реки в провинции Хэнань, сохраняют древние символы входящего тона и формируют свой собственный входящий тон, который отличается от общего северо-западного мандаринского и северо-китайского мандаринского. Одной из особенностей является создание «диалекта Цзинь», независимого от мандаринского диалекта. В то же время некоторые учёные предложили сузить северо-западный мандаринский диалект как ветвь диалектов мандаринского языка, включив в него только диалекты Ланьчжоу, Ганьсу, Иньчуаня, Нинся и других мест, и переименовать его в «ланьиньский мандарин».

## Языковые особенности инчуаньского диалекта
Основными особенностями иньчуаньского диалекта являются:
- Нет различия между передними и задними носовыми звуками. Например, фэнь будет произноситься как фэн, а юнь — как юн.

- Лингвистические особенности: сохранение древних инициалий типа ʐ (как в 人); упрощение тонов (4 тона вместо 5 в путунхуа); особое произношение ретрофлексных звуков. Лексика: много заимствований из языков хуэй и монголов; уникальные слова (谝闲传 (болтать) вместо стандартного 聊天); грамматика (использование частицы 咧 в конце предложений);особый порядок слов в сравнительных конструкциях (в путунхуа:A+比+B+прилагательное (我比你高 (Я выше тебя)), в инчуаньском диалекте: A+把+B+比+прилагательное  (我把你比高 (Я тебя выше))
- Резкий сильный звук, то есть при произнесении [j], [q], [x] язык сильно выдвигается вперед, и в нем будут звуки [z], [c], [s].
- При произнесении слов с буквами [d], [t], [h], [k] будет явный гортанный звук.
- «Q» произносится как [ke] или [ki].
- Иньчуаньский диалект сохраняет вступительный тон китайского языка. В современном китайском языке уже давно нет   вступительного тона и из этого следует, что иньчуаньский диалект очень древний.
- Количество диалектных слов постепенно уменьшается, в то время как количество новых слов китайского языка также увеличивается. Однако тональные характеристики иньчуаньского диалекта остались стабильными, то есть по сравнению с мандаринским диалектом второй тон и четвертый тон часто меняются местами, а третий тон часто произносится с примесью четвертого тона.

## Фонетические особенности инчуаньского диалекта
- Исчезновение финали −n в некоторых словах: 饭 (еда) произносится как [fa˥˩] вместо [fan˥˩].
- Звуки типа [ʈʂ], [ʈʂh] и [ʂ] произносятся с более сильным «закручиванием» языка, чем в путунхуа. Например, 说 (говорить) звучит ближе к [ʂuə˧˥] с заметным ретрофлексным оттенком.
- Вместо 4-х тонов путунхуа, в инчуаньском иногда встречаются смешанные тоны, особенно в быстрой речи.

## Грамматические особенности инчуаньского диалекта
- Порядок слов в вопросах. Вместо 是不是 используется конструкция 是啵: путунхуа: 你是不是学生, инчуаньский: 你是学生啵？
- Отрицание с 嫑 сокращение от 不要 (не надо): 嫑吵! (Не шуми!).
- Суффикс 子 для абстрактных понятий: 面子 (лицо) может произноситься как mia~˥˩.tsɨ.